# Automeris cecrops
Automeris cecrops é uma espécie de mariposa do gênero Automeris, da família Saturniidae.
Sua ocorrência foi registrada no México e nos Estados Unidos.

## Subespécies
Possui duas subespécies:
- A. c. cecrops
- A. c. pamina